# 8 Dywizja Zapasowa (Węgry)
8 Dywizja Zapasowa – jedna z węgierskich formacji rezerwowych. Utworzona w 1944, rozwiązana w marcu 1945. Podlegała 3 Armii. Składała się z trzech pułków piechoty, batalionu artylerii, kompanii saperów, łączności i zaopatrzenia. 

## Dowódcy dywizji
- gen. brygadier dr Bela Temsey (do marca 1945)
- pułkownik Sándor Martsa (marzec 1945)